# Nueva Jerusalén (Michoacán)
Nueva Jerusalén, también conocida como La Ermita, es una localidad del estado mexicano de Michoacán de Ocampo, localizada en la Tierra Caliente perteneciente al municipio de Turicato, está ubicada a 3 km de Puruarán.

## Historia

### La fundación y el reglamento
Nueva Jerusalén fue establecida en 1973 como un enclave religioso dentro del Municipio de Turicato, para dar cumplimiento a la visión de una anciana que transmitió órdenes de la Virgen del Rosario
al párroco del Puruarán para que creara una comunidad “protegida por la divinidad”. Tras la fundación del pueblo, el cura ya era conocido como "Papá Nabor" y a la anciana como "Mamá Salomé". La Iglesia católica excomulgó a "Papá Nabor".
Su religión prohíbe leer diarios, tener computadora, ver televisión, escuchar radio o música, organizar bailes estridentes, fumar y beber alcohol al igual que practicar cualquier deporte que utilice una pelota redonda porque su forma asemeja a la del planeta y jugar con ella se considera como patear o golpear a la Tierra, tal es el caso del fútbol, baloncesto, voleibol, etcétera. La excepción es el fútbol americano, conocido aquí como “La Chancla”, porque el balón no es esférico, sino de la forma de un ovoide. No se permite a los hombres tener el cabello largo, ni ponerse aretes, debido a que su uso se adjudica a las mujeres; pero la mujer tiene que vestirse al tiempo de la Santísima Virgen, es decir, tener velo, ponerse una falda larga con capacidad de cubrir los pies o simplemente una túnica, no mostrar el pecho ni los brazos.

### Los doslados:
En esta comunidad las reglas las dictamina un líder espiritual (quebrantando las leyes constitucionales del país). El grupo de personas que habitan esta zona niegan cualquier avance tecnológico, alegando que es obra de un ser maligno.
Los obedientes a las doctrinas niegan cualquier abuso a su modo de vida.
La SEP (Secretaría de Educación Pública) tiene acceso restringido por parte de los habitantes del lugar, alegando que la ciencia lleva a la inmoralidad y el pecado. Afirman que toda base de la educación debe estar basada en un dogma de fe.

### La enfermedad de Papá Nabor y la división de la iglesia
A partir del año 2000 a Papá Nabor le diagnosticaron la Enfermedad de Parkinson, en lo cual, le era muy difícil moverse desde entonces. En 2004 se hizo una discusión entre todos los párrocos debido a sus inconformidades y acusaron a Papá Nabor de tener tanta popularidad manipulando a la gente y que se preocupaba por sí solo, lo que originó la división. En la reunión, no asistió Papá Nabor por su estado de salud y algunos párrocos como "Agapito", quien llegó a ser el "vidente" del pueblo después de "María de Jesús", una joven procedente del estado de Nuevo León. Como sucesor de "Papá Nabor" quedaría a cargo de "La Ermita", el obispo Martín de Tours y en la otra catedral de "los turbados" o "turulatos" quedaría el obispo Santiago con su grupo más afín al catolicismo tradicional y los líderes católicos de la zona y menos radical en cuanto a la fe en las visiones, especialmente las del posiblemente finado "Agapito".

### La muerte de "Papá Nabor" y la supuesta sucesión de "Martín de Tours"
A principios del 2008, Papá Nabor ya estaba delicado de salud, fue mandado a un hospital en Morelia, Michoacán y se hace en un video el supuesto nombramiento a un sacerdote que lo iba a sustituir bajo el nombre de "Martín de Tours", sin embargo, en la imagen se veía claramente la negación de Papá Nabor. Originalmente, fueron  dos videos, uno en el hospital y otro en la población. Tras la mostración del video en el pueblo, hubo impugnación por parte de los integrantes de la iglesia. Papá Nabor murió en febrero de 2008 sin nombrar sucesor, un puesto que entre los párrocos se disputaban por el poder que conlleva;  finalmente, "Martín de Tours" ya era papa en la población a partir de entonces.

### Conflictos religiosos de 2012
Los conflictos religiosos se originaron cuando al finalizar el ciclo escolar 2011-2012, entre rezos y plegarias, los seguidores de "Martín de Tours" lograron destruir las escuelas que existían en la comunidad, en lo cual, censuraban lo que era la educación laica que había en la comunidad, de hecho, en Nueva Jerusalén existe otra escuela que es de la misma iglesia en donde supuestamente, se graduaban algunos pobladores como párrocos para esta población. Cabe destacar que las escuelas fueron inauguradas en septiembre de 2007, durante el gobierno de Leonel Godoy Rangel.
Tras esos hechos, los secretarios de educación pública tanto de Michoacán como a escala Federal aseguraron que el conflicto es un problema local de fanatismo y radicalismo, también confirmaron intentar que los niños de la Nueva Jerusalén no pierdan clases en lo cual, construirían aulas provisionales en la comunidad de La Injertada. Afortunadamente tuvo resultados, ya que el día 24 de septiembre, se logra el inicio de clases para los niños de la Nueva Jerusalén, aunque seguirían más oposiciones y por parte de los seguidores de "Martín de Tours".

## Demografía histórica
| Población histórica de Nueva Jerusalén 1960-2010 |
|                                                  |
| Fuente:INEGI                                     |